# 朝です!しずおか
『朝です!しずおか』（あさです しずおか）は、1987年3月31日から1992年3月27日まで静岡県民放送（静岡けんみんテレビ。SKT、現：静岡朝日テレビ（SATV））で放送されていたローカルワイド番組である。
毎週月曜日から金曜日の帯番組（朝7:15 - 8:30、75分間）として放送開始。

## 概要
関東以外で唯一ネットしていたテレビ朝日発『ヤジウマ新聞』を打ち切る形で本番組をスタートさせた。
「地域密着型のテレビ局」を志向し、制作力や営業力の向上を狙ってスタートさせた番組であった。当時高視聴率を持続していた『おはようしずおか』の土曜朝と併せて1週間を繋ぐ帯編成を企図した。
番組開始当初は、在静他局が系列局の番組を同時ネットしていた等により、1パーセント台の視聴率となり、スポンサーの撤退も目立つなど苦戦が続いた。その後、個性的な曜日企画が視聴者に受け入れられ、視聴率も緩やかに上昇し、番組開始3年後には5パーセント台に落ち着いた。予算や人員などの問題もあり、1992年3月27日、5年の歴史に幕を閉じた。
番組終了後は、新設した朝のローカルニュース枠『フレッシュ静岡』へ改編した。

## 主な出演者・スタッフ
司会
- 大長克哉（当時SKTアナウンサー）
- 井上秀美（フリーアナウンサー[4]、元：SKTアナウンサー）

その他の出演者
- 新貝雪子（アナウンサー）
- 横山悦子（アナウンサー）
- 春風亭昇太（リポーター）
- 今村優里子（リポーター）
- 八波一起
- 小田義人
- 栗原はるみ
- 井村千鶴子
- 村上不二夫

スタッフ
- プロデューサー：石井徹哉[9]

## 主なコーナー
- おはようございます[10][4]（新貝）
- 朝から生討論[11]（新貝）
- 値切ります[11]（今村）
- 小学校中継[4]